# Camponotus ruficornis
Camponotus ruficornis é uma espécie de inseto do gênero Camponotus, pertencente à família Formicidae.